# Robert le Diable (film)
Robert le Diable è un cortometraggio muto del 1910 diretto da Étienne Arnaud.
Il personaggio di Roberto il diavolo richiama quello di una leggenda medioevale. Giacomo Meyerbeer, su libretto di Eugène Scribe e Germain Delavigne, compose l'opera omonima che andò in scena il 21 novembre 1931 all'Opéra de Paris.

## Produzione
Il film fu prodotto dalla Société des Etablissements L. Gaumont

## Distribuzione
Distribuito dalla Société des Etablissements L. Gaumont, uscì nelle sale cinematografiche francesi nel 1910. Negli Stati Uniti, fu distribuito il 10 settembre 1910 tradotto in Robert the Devil.